# Igry motyl'kov
Igry motyl'kov (Игры мотыльков) è un film del 2004 diretto da Andrej Proškin.

## Trama
Il film racconta di un giovane musicista degli Urali che è stato invitato a Mosca per partecipare alla finale di un concorso musicale. Prima di partire, tra l'euforia, ruba l'auto di qualcun altro. E all'improvviso abbatte accidentalmente una persona.